# Sint-Pancratiuskerk (Taormina)

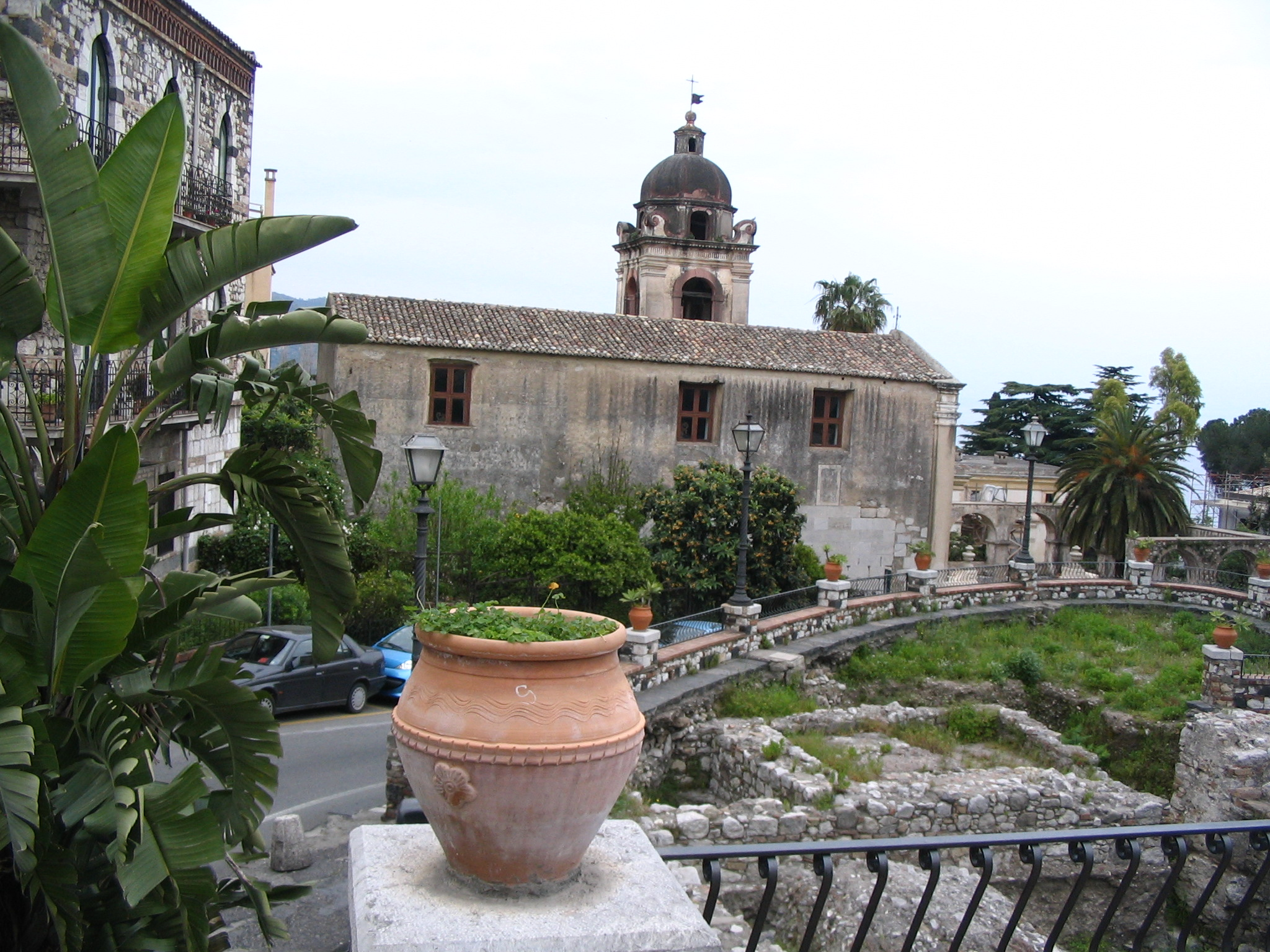
Sint-Pancratiuskerk in Taormina, Italië. Vooraan: site van de tempel voor Serapis.

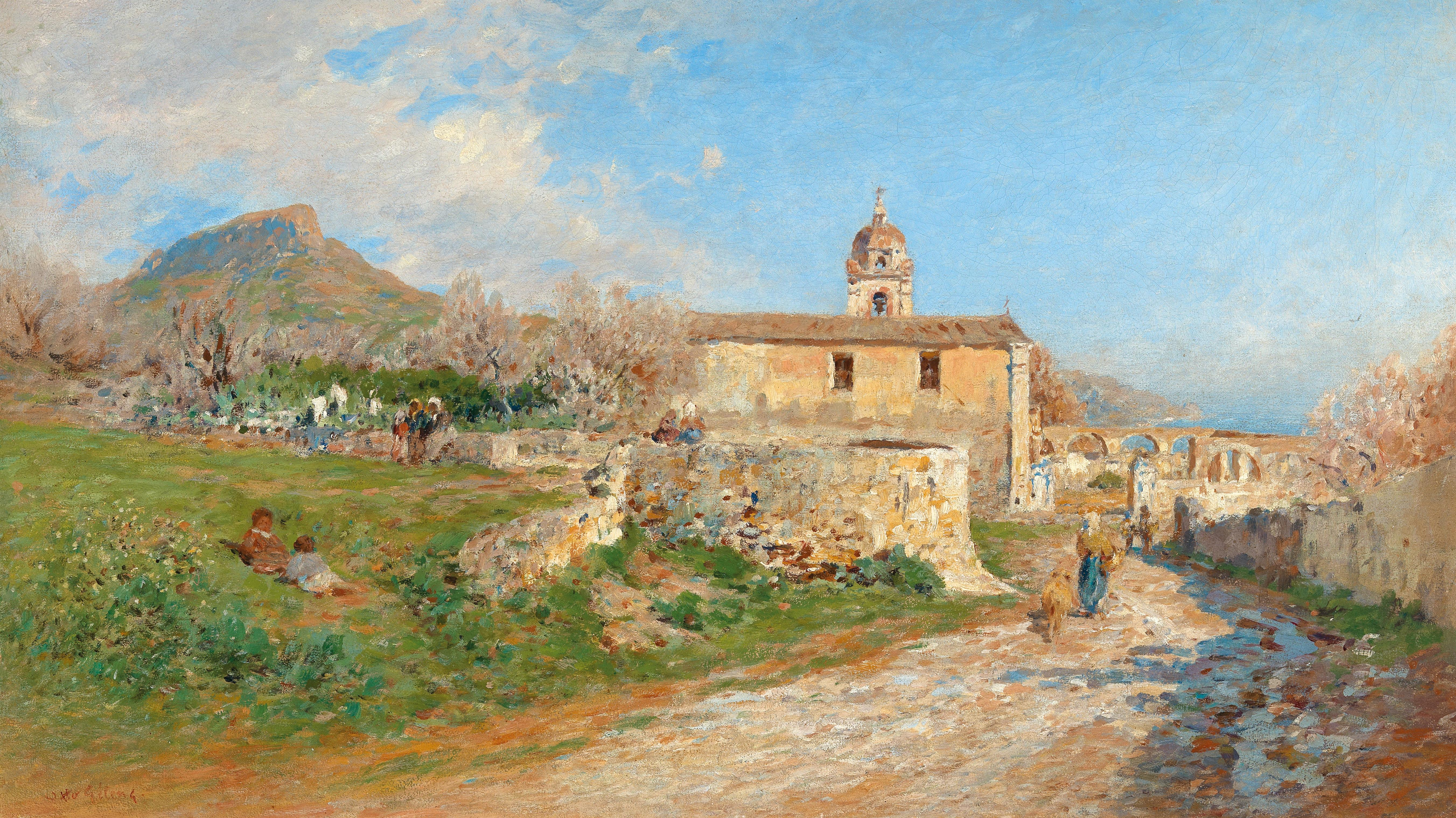
Sint-Pancratiuskerk door Otto Geleng (19e eeuw)

De Sint-Pancratiuskerk in de Siciliaanse stad Taormina, nabij Messina, is toegewijd aan de heilige Pancratius van Taormina. Deze heilige zou volgens de traditie de eerste bisschop van Taormina geweest zijn en zelfs de eerste bisschop in Sicilië. Zijn graf bevond zich in deze kerk en kende daarom een verering op Sicilië. Het rooms-katholieke kerkgebouw bevindt zich aan de rand van de stad.
De stijl van de kerk is barok; de bouwperiode is te situeren in de tweede helft van de 17e eeuw.

## Historiek
In de Griekse Oudheid bevond zich ernaast een tempel gewijd aan Serapis. De cultus bleef bestaan in de Romeinse Oudheid. Resten van de tempel zijn te bezichtigen naast de kerk. Granieten stenen van de tempel werden herbruikt en zijn zichtbaar in de noordelijke en zuidelijke muur van de kerk. De zuidmuur was bovendien gemeenschappelijk met de buitenmuur van de cella voor Serapis.
Ten tijde van het Byzantijns bestuur werd een eerder kleine kerk opgericht rond het graf van de heilige Pancratius van Taormina. Het orthodoxe kerkje was nog intact toen de Arabieren Sicilië bestuurden. Aangenomen wordt wel dat de relikwieën van de heilige eerder weggevoerd werden naar Rome, nog voordat de Arabieren Taormina innamen in het jaar 902.
In de loop van de tweede helft van de jaren 1600 werd het kerkgebouw verbreed en hoger uitgebouwd. De stijl is barok. De ingangspoort kreeg een barokke versiering. Het interieur is in dezelfde stijl. Boven en achter het hoofdaltaar staat een grote nis waarin het borstbeeld van Pancratius staat; dit wordt om de vier jaar rondgedragen tijdens de processie op 9 juli, de feestdag van de heilige.
In 1861 en 1867 werden enkele archeologische vondsten boven gehaald uit de tempelruïne. Zo gaat het onder meer om een marmeren inscriptie, de ene in het Oudgrieks de andere in het Latijn. Het is een ode aan Serapis en zijn vrouw Isis. 
Eind 19e eeuw verbleef de Duitse landschapsschilder Otto Geleng in Taormina. Hij schilderde de Sint-Pancratiuskerk op doek.